# Fernbusverkehr

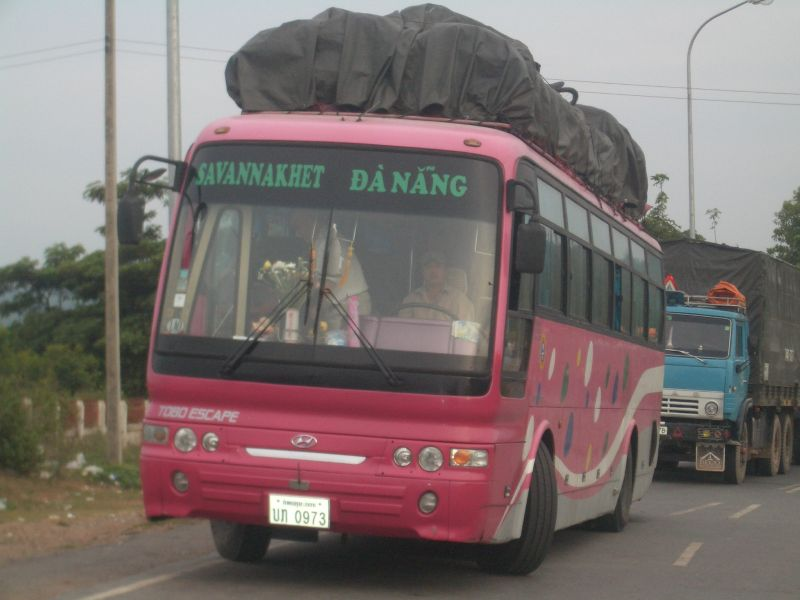
Linienbus auf der Linie Savannakhet (Laos) ↔ Đà Nẵng (Vietnam)

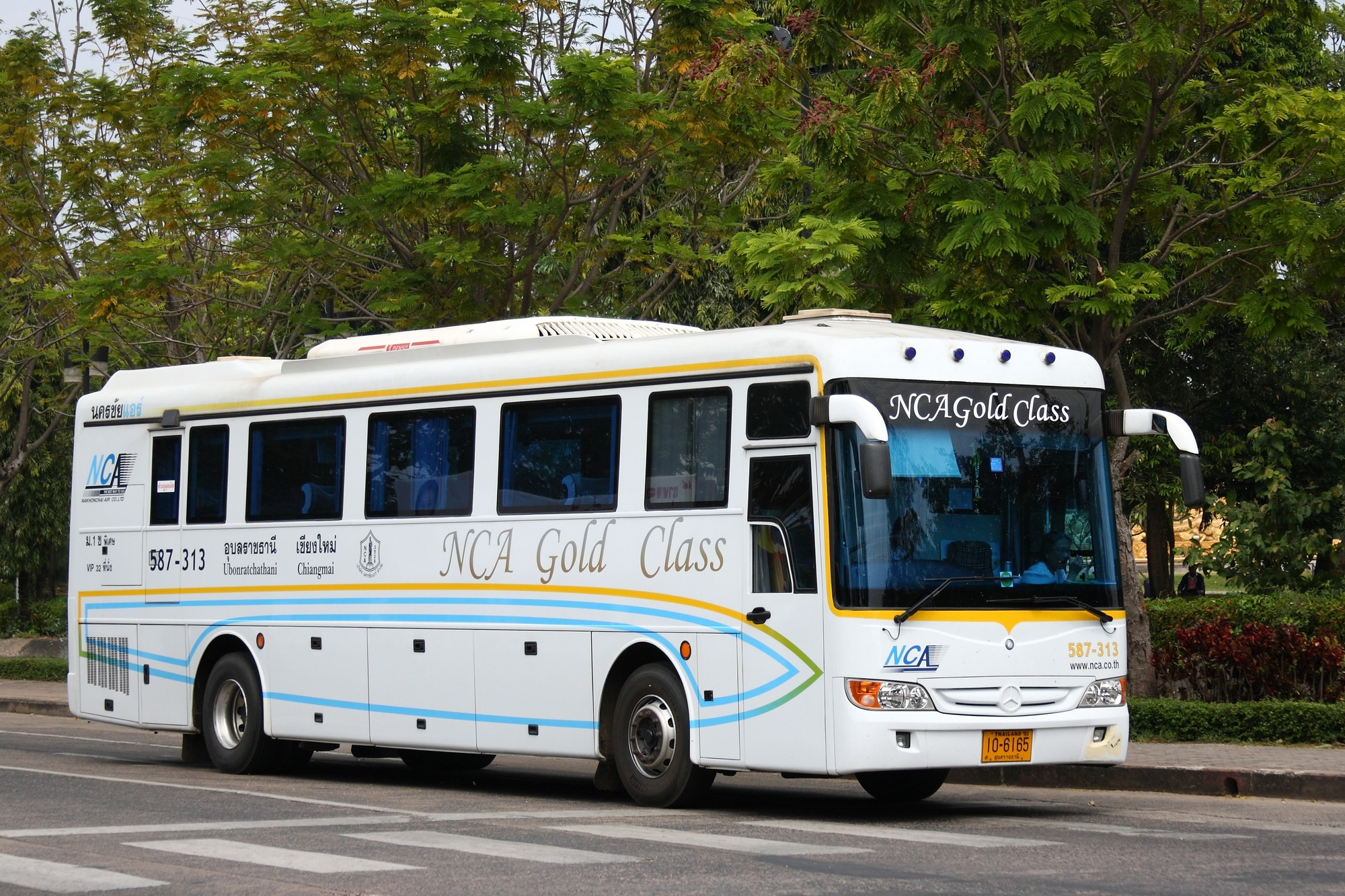
Fernbus in Thailand

Fernbusverkehr ist eine Form des öffentlichen Personenfernverkehrs, die mit Bussen in Linienverkehren Regionen über größere Entfernungen miteinander verbindet. Zielorte sind von Deutschland bzw. Mitteleuropa aus besonders Städte oder Touristenzentren in ost-, süd- und südosteuropäischen Ländern. Die Busse bedienen in der Ausgangs- und Zielregion meistens mehrere Städte – sie sammeln und verteilen die Fahrgäste also an verschiedenen Orten. Benutzt werden möglichst Schnellstraßen und Autobahnen. Innerdeutsche Fernbuslinien verbinden meistens Großstädte miteinander oder mit Flughäfen oder Fremdenverkehrsgebieten. Analog zum Begriff Busbahnhof nennt man Haltepunkte von Fernbussen teilweise Fernbusbahnhof.

## Fahrzeuge
Als Fernlinienbusse werden Reisebusse eingesetzt, die in vielen Ländern den langen Reiseweiten entsprechend ausgestattet sind. Doppelstockbusse bieten Platz für mehr Fahrgäste und großzügigere Komforteinrichtungen (Garderobe, Minibar). Fernlinienbusse der „westlichen Welt“ verfügen in der Regel über Sitze mit verstellbaren Lehnen, Klimaanlagen und Bordtoiletten mit Waschbecken. In manchen Ländern Südamerikas, Asiens und Afrikas ist es fast Standard, dass das Gepäck auf dem Dach transportiert wird.

## Fernbusverkehr international

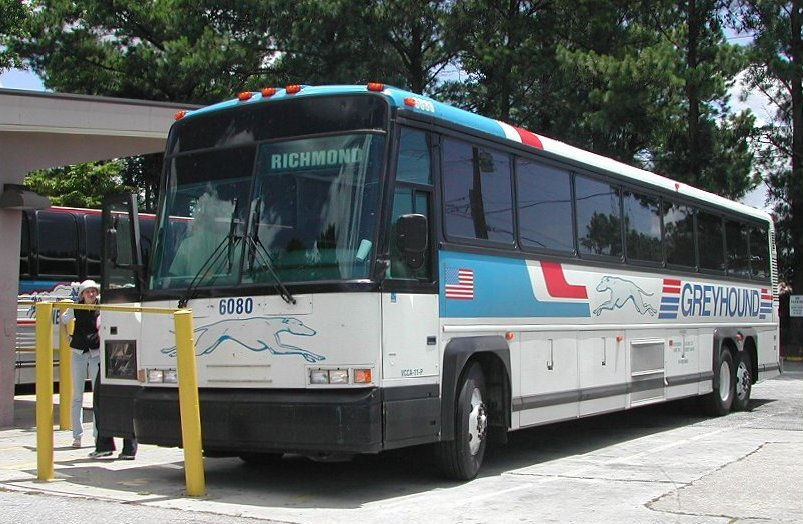
Greyhound-Bus

Im Ausland hat der Fernbusverkehr eine erheblich größere Bedeutung als im deutschsprachigen Raum. Oft sind Fernbuslinien das einzige öffentliche Fernverkehrsmittel neben dem Flugzeug, da oft eine Eisenbahnverbindung fehlt oder nur schlecht ausgebaut ist, wie z. B. in Skandinavien oder der Türkei. Oft sind es Faktoren, wie geringe Bevölkerungsdichte in einzelnen Regionen, geographische Widrigkeiten (Gebirge, Wüste, Erdbebengebiete etc.) oder die Finanzkraft eines Staates, die den Ausbau eines Eisenbahnnetzes beeinträchtigen und damit die Einrichtung von Fernbuslinien begünstigen. Die Fernbusse verkehren oft zwischen großen Busbahnhöfen. In dünn besiedelten Regionen (z. B. Norwegen, Schweden) sind die Entfernungen zu groß für einen besonderen Nahverkehr, deshalb bedienen Fernbuslinien zugleich den Nahverkehr.

### Deutschland

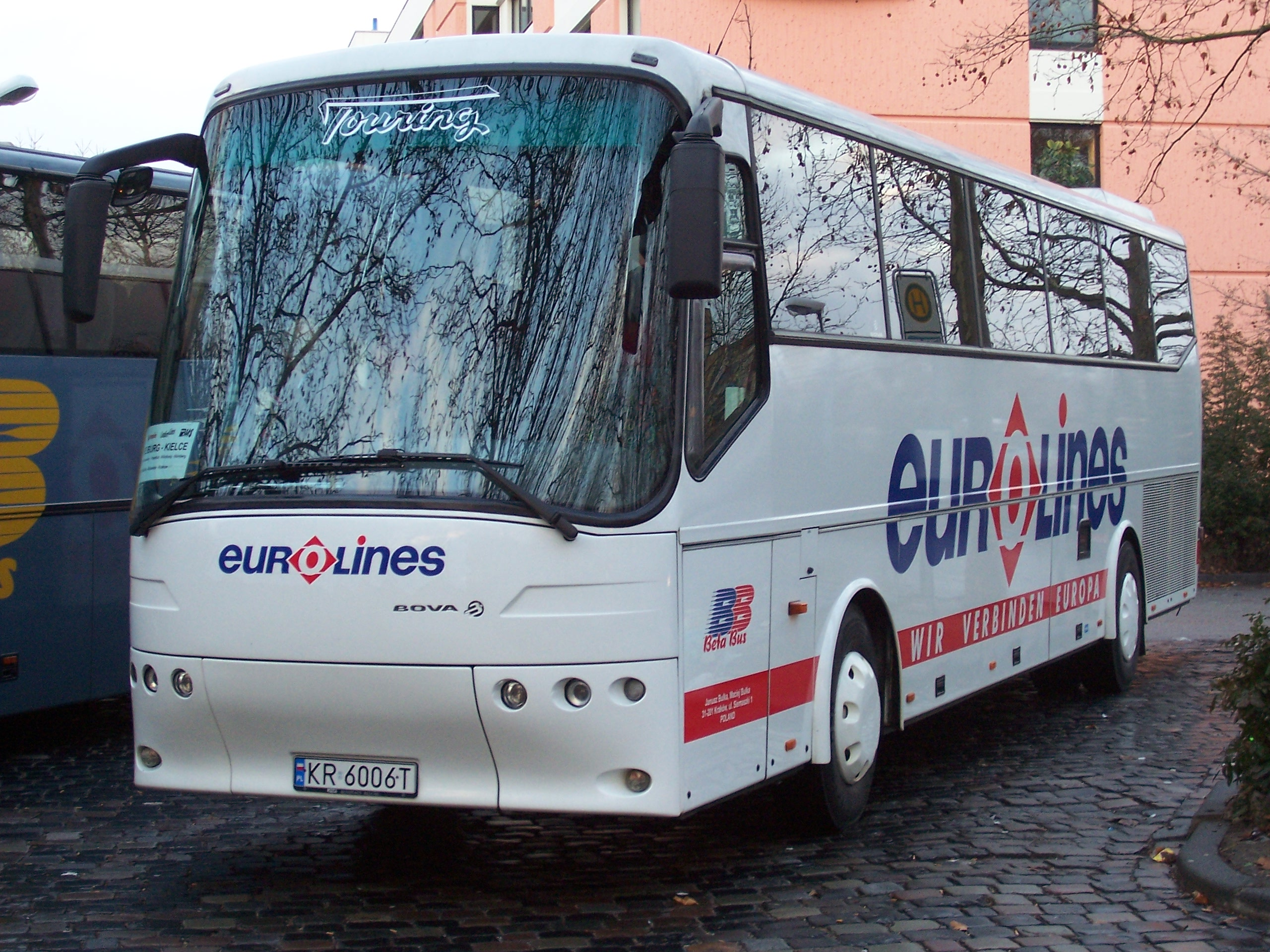
Fernlinienbus der Eurolines (Polen ↔ Deutschland)

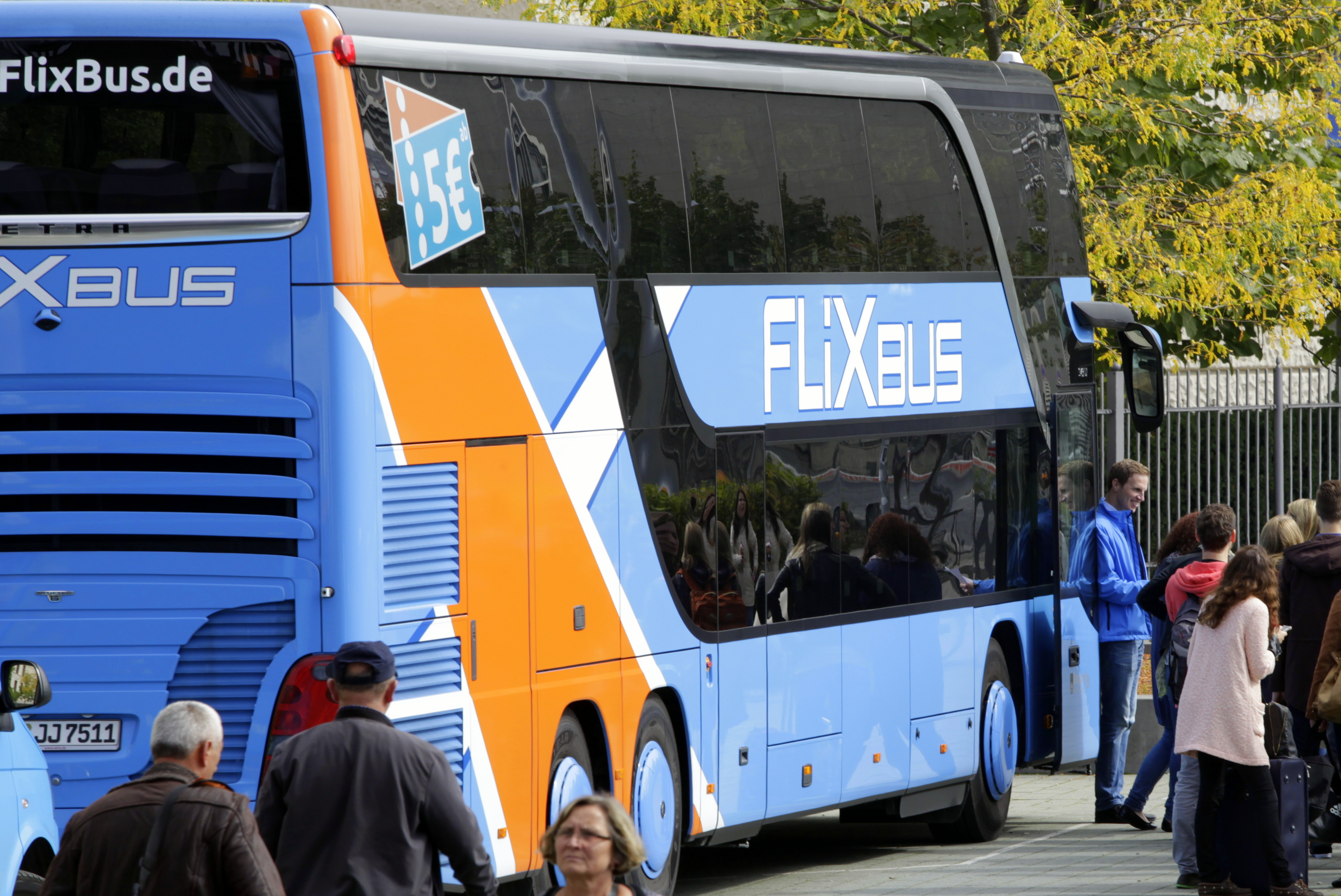
Deutscher Doppeldecker-Fernbus

In Westdeutschland hatten Fernbusse in den Jahrzehnten nach dem Zweiten Weltkrieg eine große Bedeutung. Damals betrieben die Deutsche Bundesbahn (Bahnbus) und die Deutsche Bundespost (Kraftpost) zahlreiche Buslinien, die Großstädte und Ballungszentren miteinander verbanden. Die Buslinien waren auf vielen Strecken eine kostengünstige Alternative zur Eisenbahn, die zwar schneller und komfortabler, aber auch teurer war. Mit zunehmendem gesellschaftlichen Wohlstand und der immer stärkeren Verbreitung des Automobils sank der Bedarf nach diesem Verkehrsmittel erheblich; die meisten dieser Linien wurden in den 1970er und 1980er Jahren eingestellt.
Neue Fernbuslinien durften nach dem bis zum 31. Dezember 2012 gültigen Personenbeförderungsgesetz (PBefG) nur eingerichtet werden, wenn sie keine Konkurrenz zur Eisenbahn oder zu bestehenden Buslinien darstellten. Da Deutschland über ein gut ausgebautes Eisenbahnnetz verfügt, an das alle Großstädte und Ballungszentren angeschlossen sind, hatte der Inlandverkehr mit Fernbussen in Deutschland eine wesentlich geringere Bedeutung als in vielen anderen Ländern. Gleichwohl begannen frühe private Marktteilnehmer wie z. B. Autobahnexpress, spezifische Strecken des Fernbusverkehrs zu bedienen. Die seit 2009 amtierende Bundesregierung sah in ihrer Koalitionsvereinbarung vor, den Busfernlinienverkehr zuzulassen und dazu § 13 PBefG zu ändern. Im April 2010 entschied das Bundesverwaltungsgericht (BVerwG) mit Urteil vom 26. Juni 2010, Az. 3 C 14.09, (vgl. Pressemitteilung des BVerwG Nr. 56/2010) zum § 13 Abs. 2 PBefG, dass – entgegen jahrzehntelanger Praxis – bereits ein deutlicher preislicher Vorteil für eine Busverbindung im Vergleich zu bestehenden Bahn-Verbindungen eine „wesentliche Verbesserung“ im Sinne des § 13 Abs. 2 PBefG darstellen kann. Das Bundeskabinett beschloss am 3. August 2011, das PBefG zu ändern und damit eine weitgehende Freigabe von Fernbuslinien zu ermöglichen. Am 14. September 2012 einigten sich die Bundestagsfraktionen der CDU/CSU, der SPD, der FDP sowie Bündnis 90/Die Grünen darauf, einen gemeinsamen Änderungsantrag zum Regierungsentwurf in den Bundestag einzubringen und im Herbst 2012 abschließend zu beraten; der Bundesrat hat dem veränderten Gesetzesentwurf am 2. November 2012 zugestimmt, so dass das Gesetz am 1. Januar 2013 in Kraft trat. Seit dem 1. Januar 2013 sind damit in Deutschland Fernbuslinien prinzipiell wieder zugelassen, auch wenn parallel Fernstrecken der Bahn bestehen. Lediglich im Bereich des Nahverkehrs wird der Vorrang des Schienenverkehrs bestehen bleiben, sofern Strecken durch den SPNV binnen einer Stunde bedient werden oder zwischen den Haltestellen, die durch den Fernbus bedient werden sollen, nicht mehr als 50 km liegen. In solchen Fällen werden weiterhin Unterwegsbedienungsverbote als Teil der Liniengenehmigung auferlegt.
Seit der Novellierung des PBefG hat sich das Angebot laut Bundesverkehrsministerium innerhalb eines Jahres mehr als verdreifacht und neu gegründete Fernbusunternehmen wie DeinBus, Flixbus, MeinFernbus und Postbus bieten täglichen Linienverkehr bis ins angrenzende Ausland. Seit Öffnung des Marktes hat sich eine Konsolidierung des Marktes eingestellt und Flixbus (Produkt der Fusion von Meinfernbus und Flixbus im Jahr 2015) hat unter anderem das Deutschlandgeschäft von Megabus sowie Postbus übernommen. Im Juli 2017 hatte Flixbus in Deutschland einen Marktanteil von 93 % und besitzt damit eine Monopolstellung in Deutschland. Inzwischen (2020) haben sich wieder neue Wettbewerber in den Markt begeben, um Flixbus Konkurrenz zu bieten, so der französische Anbieter Blablabus und die kleineren Anbieter Pinkbus und Roadjet.
Eine Ausnahme galt vor der Novellierung im Berlin-Verkehr. Zur Zeit der deutschen Teilung entstand – wegen der geringen Zahl der Zugverbindungen – ein Fernbusnetz, das Berlin mit Hamburg und einigen anderen deutschen Städten verband. Es blieb nach der Wiedervereinigung per Ausnahmegenehmigung bis zu einer allgemeinen gesetzlichen Bundesregelung erlaubt.
Im Juli 2015 wurde breit gefordert, auch Reise- und Fernbusse, die bis 18 t wiegen dürfen, mit einer Straßenbenutzungsgebühr zu belegen, wenn neben Pkw auch Lkw ab 7,5 t Gesamtgewicht ab Oktober 2015 bemautet werden.

### Frankreich

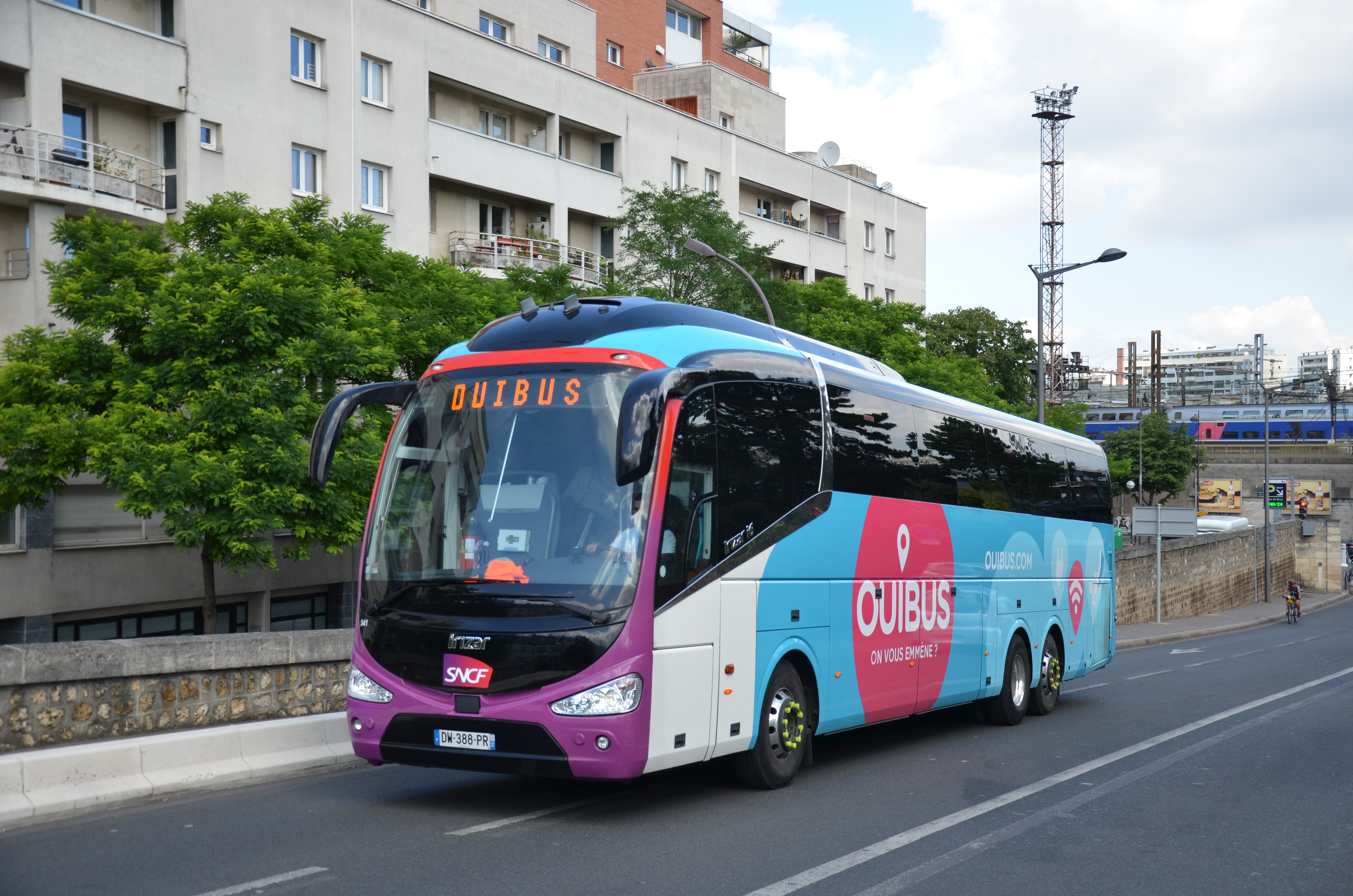
Ouibus-Fernbusse vor dem Bahnhof Paris-Bercy.

Seit August 2015 ist die Fernbusliberalisierung in Frankreich in Kraft. Dadurch dürfen nationale Fernbuslinien auf Streckenlängen über 100 km bedient werden (für kürzere Strecken ist eine Ausnahmegenehmigung der Regulierungsbehörde ARAFER notwendig).
Von Anfang an kam es im Markt zu einem harten Wettbewerb mit Eurolines/Isilines (von Transdev lanciert), Alsa, Ouibus (ursprünglich als IDBus von der SNCF lanciert) und Flixbus. Zugweise zogen sich unprofitable Betreiber zurück, so gab die SNCF 2018 Ouibus an den Mitfahrzentralebetreiber BlaBlaCar ab und 2019 Transdev Isilines an Flixbus. Anfang 2019 blieben somit nur noch Flixbus und BlablaCar als Konkurrenten im Markt.

### Griechenland
Nahezu alle Fernbuslinien in Griechenland werden von dem KTEL-Verband betrieben.

### Ex-Jugoslawien
Auf dem Balkan und im Gebiet des ehemaligen Jugoslawien ist der Fernbusverkehr im internationalen Vergleich gut ausgebaut und stellt eines der bedeutendsten Fortbewegungsmittel der lokalen Bevölkerung dar. Datenerhebungen haben gezeigt, dass in einigen Regionen zehnmal mehr Menschen das Intercity-Busnetz nutzen, als auf gleichen Strecken verkehrende Intercity-Züge. Fast alle größeren und großen Städte der Region verfügen über zentrale Busterminals und bedienen von dort aus auch umliegende, kleinere Städte.

### Irland
Da das Bahnnetz in Irland nur die größten Städte fächerartig mit Dublin verbindet, ist das dichte und günstige Busnetz oft die bessere Wahl. Die wichtigsten Betreiber des Landes sind die staatliche Bus Éireann und CityLink. Der Busverkehr zwischen Dublin und Belfast wird mit einer von der irischen Bus Éireann und der nordirischen Ulsterbus betriebenen, rund um die Uhr stündlich verkehrenden Buslinie gewährleistet.

### Israel
Aufgrund des schwach ausgebauten Schienennetzes und der geringen Größe des Landes und des daraus resultierenden geringen Binnenflugverkehrs, sind die Fernbuslinien der Kooperative Egged die wichtigste öffentliche Verkehrsverbindung im Land. Wegen des engmaschigen Netzes gilt Egged als eine der größten Busgesellschaften der Welt, nicht zuletzt aufgrund der Fernbuslinien. In jüngerer Zeit wurden jedoch einige Buslinien neu vergeben und somit sind Konkurrenten von Egged zum Zuge gekommen. Des Weiteren befindet sich die israelische Bahn in einem ambitionierten Ausbau- und Modernisierungsprogramm. Nichtsdestoweniger ist und bleibt Egged der wichtigste Anbieter im öffentlichen Fernverkehr des Landes.

### Norwegen

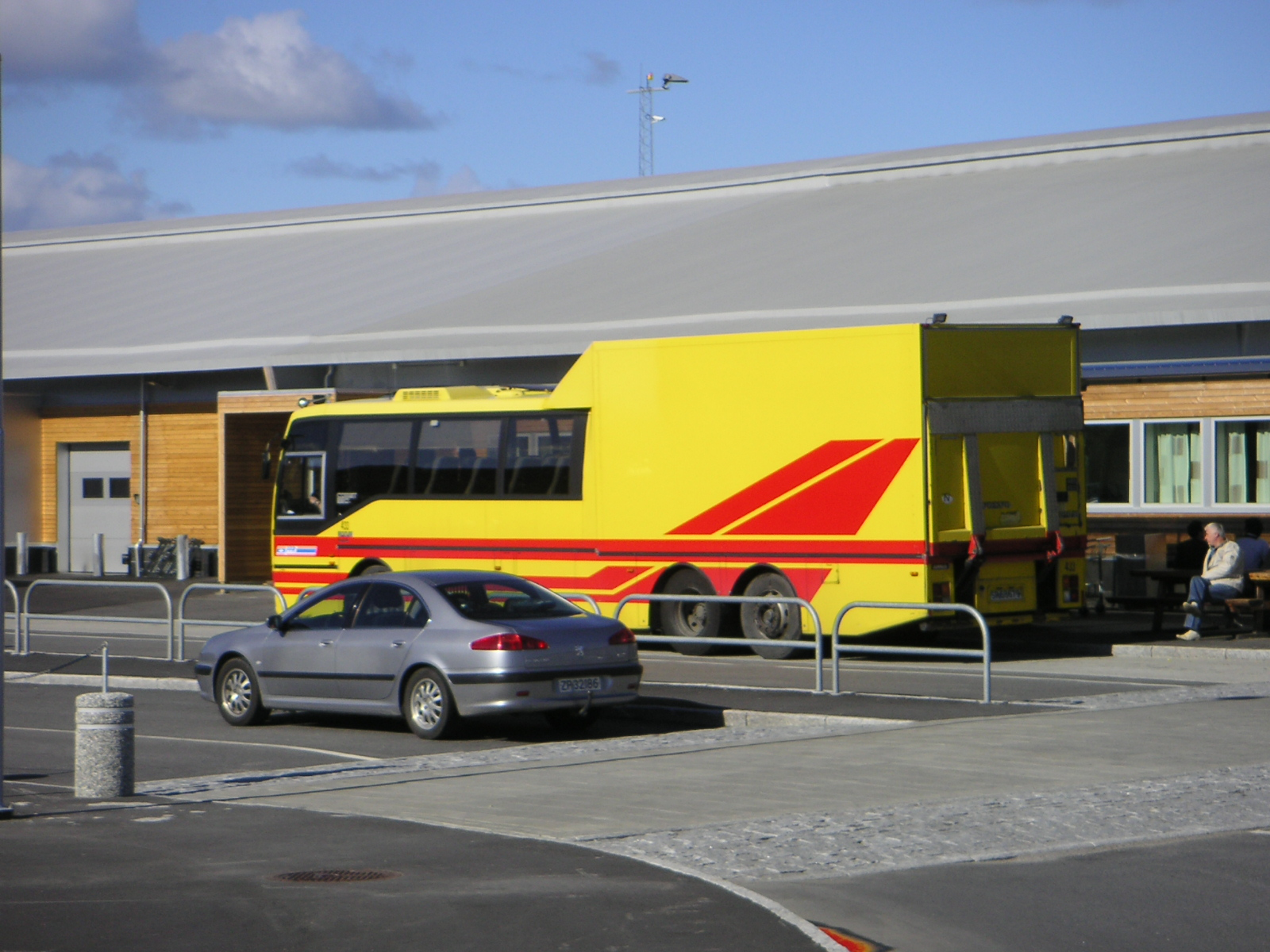
Kombinierter Bus-LKW in Norwegen

Norwegen ist ein klassisches Fernbuslinienland: kaum bewohnte Gebiete, viele Gebirge beeinträchtigten den Bau eines umfassenden Eisenbahnnetzes: Außer im Großraum Oslo verfügt Norwegen daher nur über ein recht weitmaschiges Eisenbahnnetz, das nördlich des Polarkreises mit den Bahnhöfen in Fauske und Bodø endet – weiter nördlich ist Narvik an das schwedische Eisenbahnnetz angeschlossen. Viele der Strecken sind Stichbahnen. Neben der Bahn übernehmen deshalb etliche innernorwegische Fluglinien mehrerer Gesellschaften, Schiffslinien (u. a. die Hurtigrute) und Buslinien, darunter viele Fernverbindungen, den öffentlichen Personennah- und fernverkehr. Im Norden des Landes (vor allem in der Fylke Finnmarken) wird dabei teilweise ein besonderer Bustyp – der sogenannte Kombinationsbus – eingesetzt, der sowohl über einen Fahrgastraum, als auch über eine Ladefläche im Heck verfügt, da viele abgelegene Ortschaften ausschließlich über diese Busse mit der Außenwelt verbunden sind und somit auch ein Großteil der Fracht nur per Bus den Ort erreichen kann.

### Polen
Der Autobus-Intercity der PKP ersetzte von 2004 bis 2011 den Nachtzug auf der Strecke Warschau – Białystok – Kaunas – Wilna, wurde dann aber eingestellt.
Polskibus bietet eine Reihe von Inlands- sowie einige Auslandsverbindungen an.

### Portugal

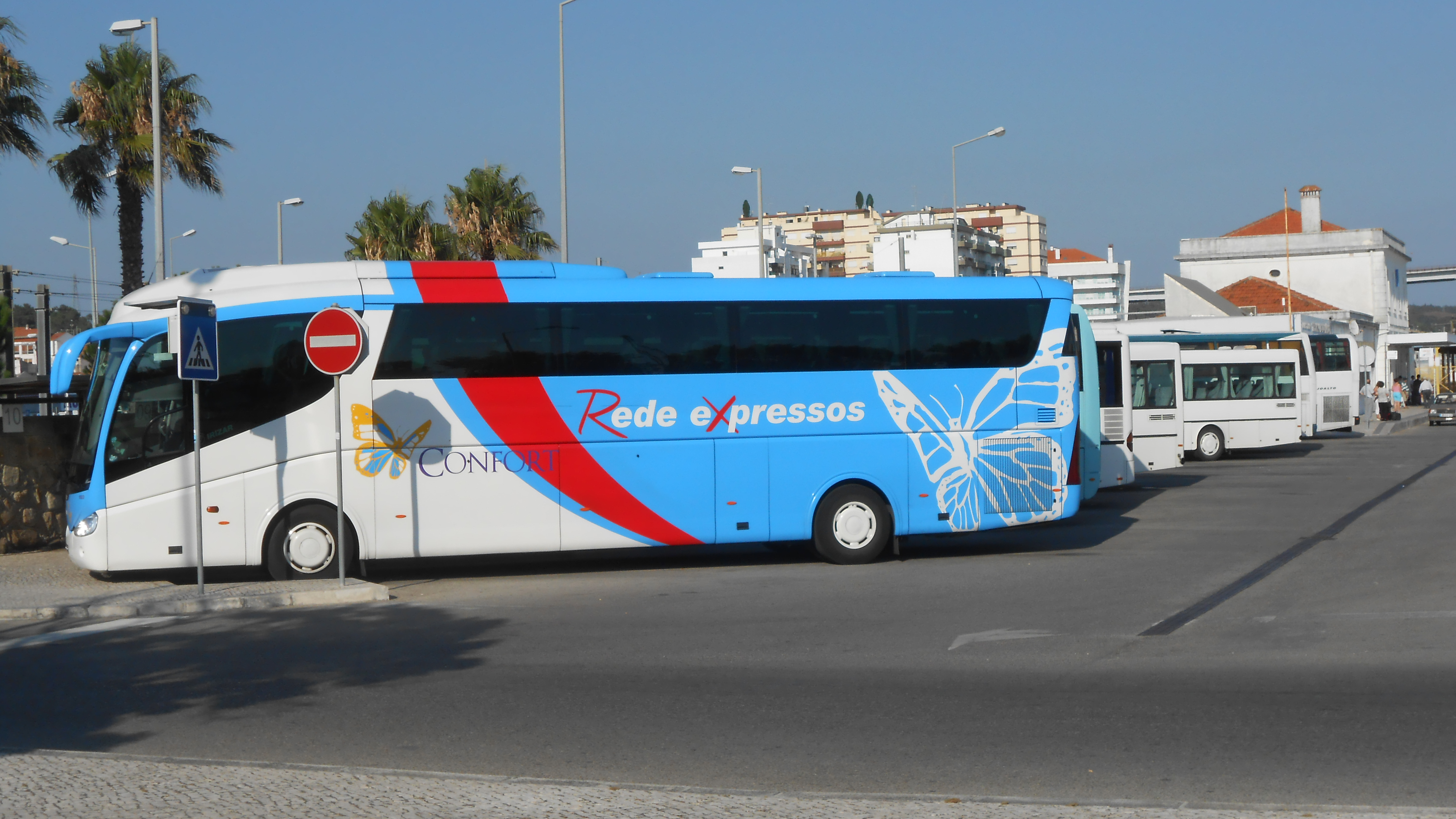
Bus der Rede Expressos im Busbahnhof Figueira da Foz

Nach der Nelkenrevolution 1974 wurden die größten privaten Busunternehmen verstaatlicht und zur Rodoviária Nacional (RN) zusammengefasst. Im Zuge der Privatisierungen nach dem EU-Beitritt 1986 wurde die RN wieder zerschlagen und ab 1991 vollständig privatisiert. Ein Großteil der privatisierten RN-Unternehmensteile wurde von ihren neuen Besitzern 1995 zum Fernbusunternehmen Rede Expressos erneut zusammengeschlossen, deren Netz seither das gesamte Festland Portugals abdeckt. Rede Expressos gilt heute im Inlandsgeschäft als Marktführer und als wichtigster Konkurrent der ebenfalls vor der Privatisierung stehenden Staatsbahn Comboios de Portugal (CP). Durch die zunehmenden Streckenschließungen und Taktreduzierungen der CP haben die Verbindungen der Rede Expressos an Marktanteilen gewonnen.
Neben der Rede Expressos bieten eine Reihe weiterer Busunternehmen im Land überregionale und internationale Fernbusverbindungen an, darunter die Joalto-Gruppe aus Guarda, die 2010 von der Transdev erworben wurde. Von besonderer Bedeutung ist die Gemeinschaft der Busgenossenschaften Internorte, Intercentro und Intersul, die insbesondere im internationalen Fernbusverkehr aktiv ist. So war sie bis 2017 auch Anteilseigner der Deutschen Touring GmbH, welche vor allem für ihr europäisches Fernbusnetz bekannt ist, unter dem Namen Eurolines.

### Schweiz

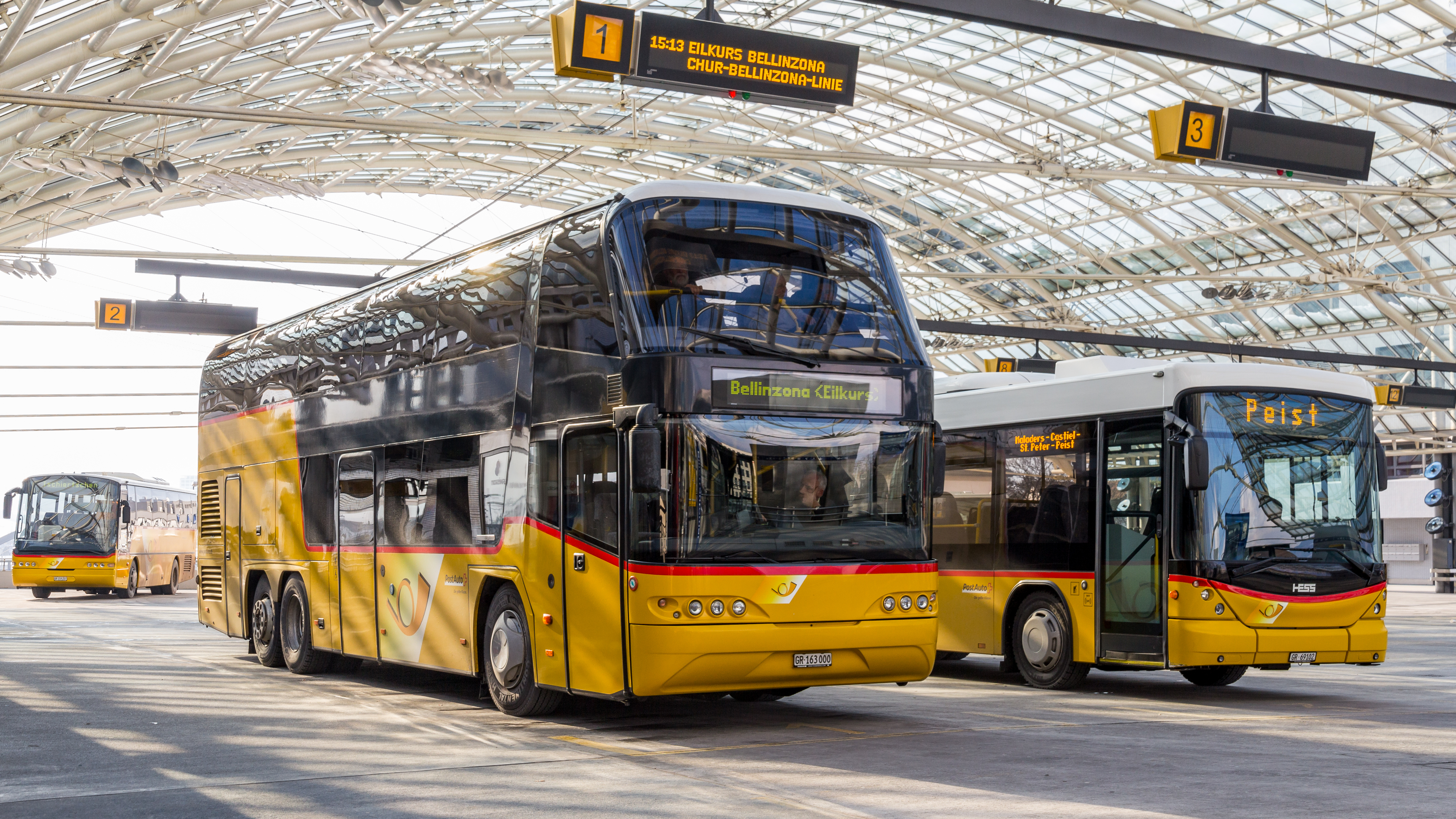
Links: Postauto-Eilkurs Chur–Bellinzona an seiner Ausgangstation

Die Schweiz verfügt über ein außerordentlich engmaschiges Netz miteinander verknüpfter Bahn-, Bus- und Schiffslinien; dazu gehören auch einige Fernbuslinien. Obwohl die Schweiz zu den Gebirgsländern gehört, ist allein schon ihr Bahnnetz engmaschiger als das deutsche. Damit bildet die Schweiz eine Ausnahme von der Regel, dass Fernbusstrecken vor allem in Ländern mit unzureichendem Eisenbahnnetz oder in Gebieten geringer Bevölkerungsdichte eingerichtet werden. Einige der Bahn- und Fernbuslinien führen über italienisches Gebiet und dienen auch der Streckenverkürzung des innerschweizerischen öffentlichen Personenverkehrs. Zu beachten ist allerdings, dass lange Buslinien – wie Sion – Arolla (1:20 h) oder Chur – San-Bernardino-Tunnel – Bellinzona (2 h) – in aller Regel nicht als „Fernbusse“ angesehen werden, sondern als Bestandteil des üblichen Postauto-Netzes. In der Schweiz gab es nämlich kein privates Unternehmen, welches als Kerngeschäft fahrplanmäßig inländische Fernbus-Fahrten anbot.
Wie bis 2012 in Deutschland waren die Bahnen bis 2018 von der Konkurrenz durch Fernbusse geschützt. Wer im Inland fahrplanmäßig Passagiere befördert, benötigt eine Betriebskonzession. Diese erteilt das Bundesamt für Verkehr, wenn das bestehende Angebot des öffentlichen Verkehrs nicht ausreicht. Ohne eine solche Konzession dürfen nur im grenzüberschreitenden Verkehr Passagiere befördert werden: So verkauft etwa Flixbus Fahrscheine von Zürich bzw. St. Gallen nach München, jedoch nicht zwischen zwei schweizerischen Haltestellen. Eine Betriebsbewilligung für den grenzüberschreitenden Verkehr ist hingegen einfacher zu erhalten. Erlaubte Haltestellen für die Aufnahme und das Entladen von Passagieren sind gemäß der Richtlinie Grenzüberschreitender Busverkehr zwischen der Schweiz und den Drittstaaten: Basel, Bellinzona, Bern, Genf, Lausanne, Lugano, Luzern, Olten, Sargans, St. Gallen, Visp und Zürich. Das Verkehrsunternehmen darf auf derselben Buslinie, vom Ziel- bzw. Ausgangsort abgesehen, höchstens zwei weitere inländische Haltestellen bedienen. Diese müssen auf dem direkten Weg zwischen dem Grenzübergang und dem Ziel- bzw. Ausgangsort liegen. So wäre Lugano – Luzern – Basel – Deutschland erlaubt, jedoch nicht Lugano – Lausanne – Basel – Deutschland.
In der Praxis wurde das Verbot, keine Passagiere innerhalb der Schweiz zu befördern, unterlaufen. Zum Beispiel kauften Passagiere einen Fahrschein von Zürich zum Flughafen Basel-Mülhausen, stiegen jedoch vor der Landesgrenze, in Basel, aus. Gegen Flixbus wurde deswegen eine Strafe verhängt; das Unternehmen kommentierte dies damit, dass sie die Passagiere nicht daran hindern können, vor dem Bestimmungsort auszusteigen.
2018 erteilte Bundesamt für Verkehr (BAV) erstmals eine Konzession für inländische Fernbuslinien, die in Konkurrenz zur Eisenbahn standen. Ab 10. Juni 2018 bot Eurobus swiss-express inländische Fernbusfahrten an. Mit einem Umsteigeknoten in Zürich wurden drei Linien angeboten. Der Start wurde ursprünglich für Ende März 2018 vorgesehen, jedoch wartete das Unternehmen die Integration in das Generalabonnement-/Halbtax-System ab. Das BAV setzte nämlich für eine Betriebskonzession voraus, dass das Unternehmen – genauso wie die allermeisten anderen Verkehrsbetriebe – diese beiden Abonnemente akzeptiert. Im Dezember 2019 wurde das Angebot wieder eingestellt.
Nationale Linien (Auswahl)

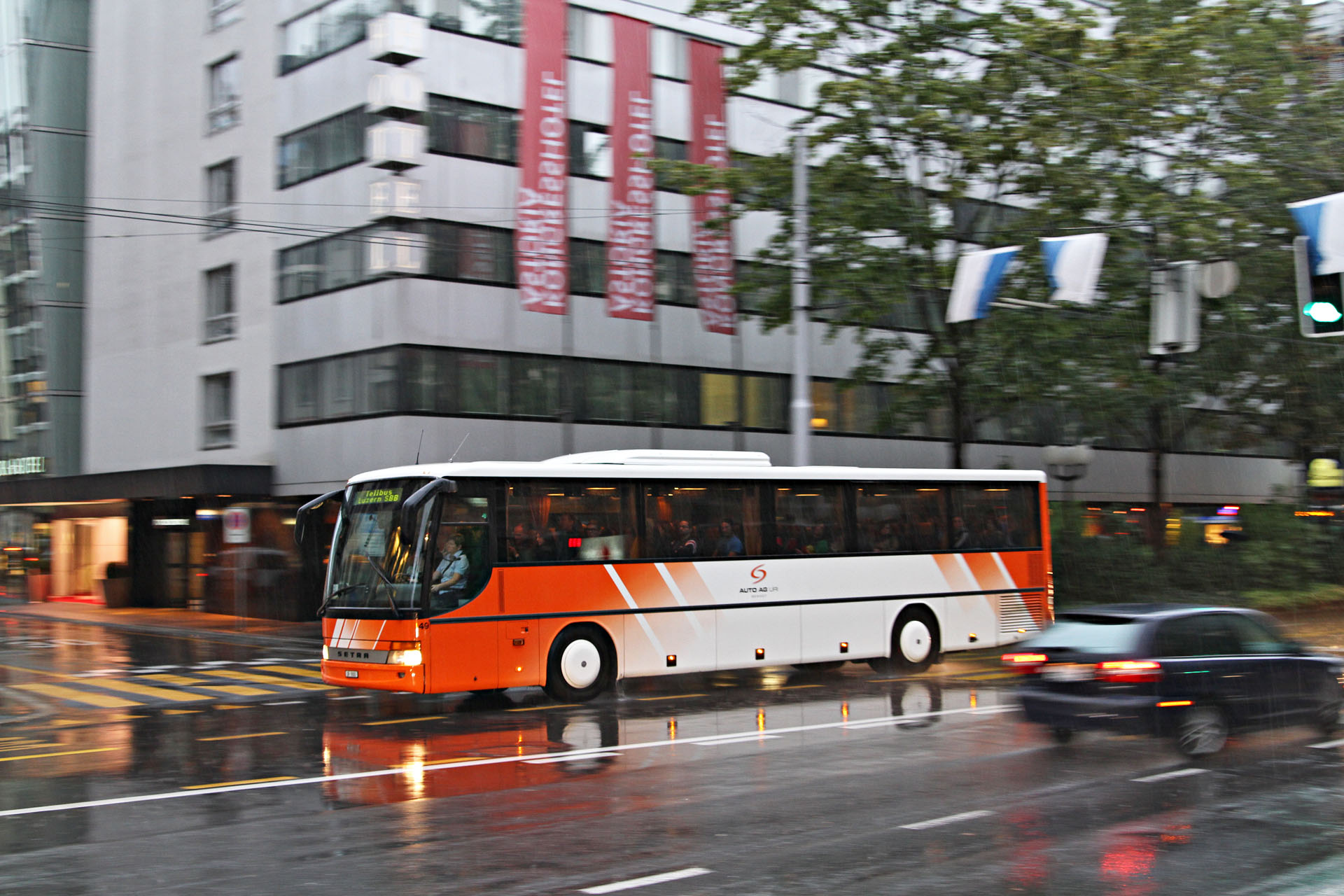
Tellbus im Jahr 2012 in Luzern

- Postauto betreibt einige, vor allem touristisch geprägte Linien: Disentis – Bellinzona, St. Moritz – Chiavenna, St. Moritz – Chiavenna – Menaggio – Lugano (Palm-Express, mit 4 Stunden – inkl. Pause – die längste Buslinie), Lugano – Menaggio – Tirano mit Bahnanschluss nach St. Moritz und Chur, Flüelen – Bellinzona, Vier-Pässe-Rundfahrt (Meiringen – Grimsel – Nufenen – Gotthard – Susten – Meiringen, Gesamtdauer 8 h 45 min), Chur – San Bernardino GR – Bellinzona.
- Tellbus, Pendlerverkehr: Altdorf – Flüelen – Luzern

### USA
Eine der größten und bekanntesten Überlandbusgesellschaften ist Greyhound, welcher mit über 2700 Destinationen der einzige Anbieter mit einem bundesweiten Netz ist. Daneben gibt es noch einige regionale Anbieter, von denen die 1933 gegründeten Peter Pan Bus Lines mit einem auf die Ostküstenstaaten ausgerichtetem Netz der größte ist.

## Weltrekord
Die längste Buslinie der Welt verläuft von Caracas in Venezuela über 9660 km bis nach Buenos Aires in Argentinien, durch Kolumbien, Ecuador, Peru, Bolivien und Chile. Betreiber ist das Unternehmen „Expreso Internacional Ormeño“ aus Lima (Peru).